# フィルスト
フィルスト（First）は、スイス、ベルン州、ベルナーオーバーラント地方のヴィッダーフェルトグレートリ（Widderfeldgrätli、2,632 m）山塊の一部の地名で、ユングフラウ地方有数のビューポイントである。

## 概要

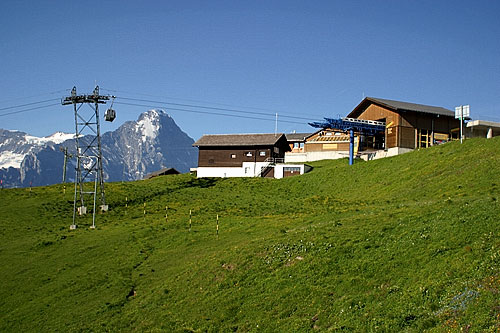
フィルスト山頂駅

フィルストはグリンデルワルト（Grindelwald）の北に位置し、ゴンドラであがることができる。グリンデルワルトからのゴンドラは6人乗りで、所要約25分。途中ボルトとシュレックフェルトの2か所の中間駅を経由する。ゴンドラは通年運行だが、春と秋に運休期間がある。
フィルストからは、アイガーをはじめ、シュレックホルンやヴェッターホルンなどベルナーアルプスの眺望が広がり、夏はハイキング、冬はスキーとスノーボードの発着地点となっている。特にフィルストからバッハアルプゼー（バッハゼー〈バッハ湖〉）を往復するハイキングコースが人気で、夏のシーズンにはおおぜいのハイカーで賑わう。
フィルスト周辺のエリアでは、ハイキングに加え、夏期はマウンテンバイクやパラグライダー、冬期はウィンターハイキングやソリも盛んに行われる。フィルストのゴンドラ駅付近には、山岳ホテル・レストランが1軒あり、食事と宿泊が可能。フィルストからひとつ下の駅、シュレックフェルトまで「フィルスト・フライヤー」と呼ばれるアトラクション装置を利用して一気に滑り降りることもできる。また2017年8月から「フィルスト・フライヤー」に並走する形で「フィルスト・イーグル・グライダー」が新たなアトラクションとして登場した。4人乗りの特製グライダーで、鳥になったような気分でアルプスの景観を楽しむことができる。